# オール・イーヴン (小惑星)
オール・イーヴン (24680 Alleven) とは、小惑星帯にある小惑星の1つ。仮符号1989 YE4。
オーストラリアニューサウスウェールズ州にあるサイディング・スプリング天文台でロバート・マックノートによって1989年12月30日に発見された。この天体の小惑星番号の桁が小さなほうから順番に偶数 (even digits in order) で構成されていることから、ベルギーのアマチュア天文家ジャン・メーウスの提案により命名された。